# Ceradenia auroseiomena
Ceradenia auroseiomena är en stensöteväxtart som beskrevs av Luther Earl Bishop. Ceradenia auroseiomena ingår i släktet Ceradenia och familjen Polypodiaceae. Inga underarter finns listade.